# Schelvispekel

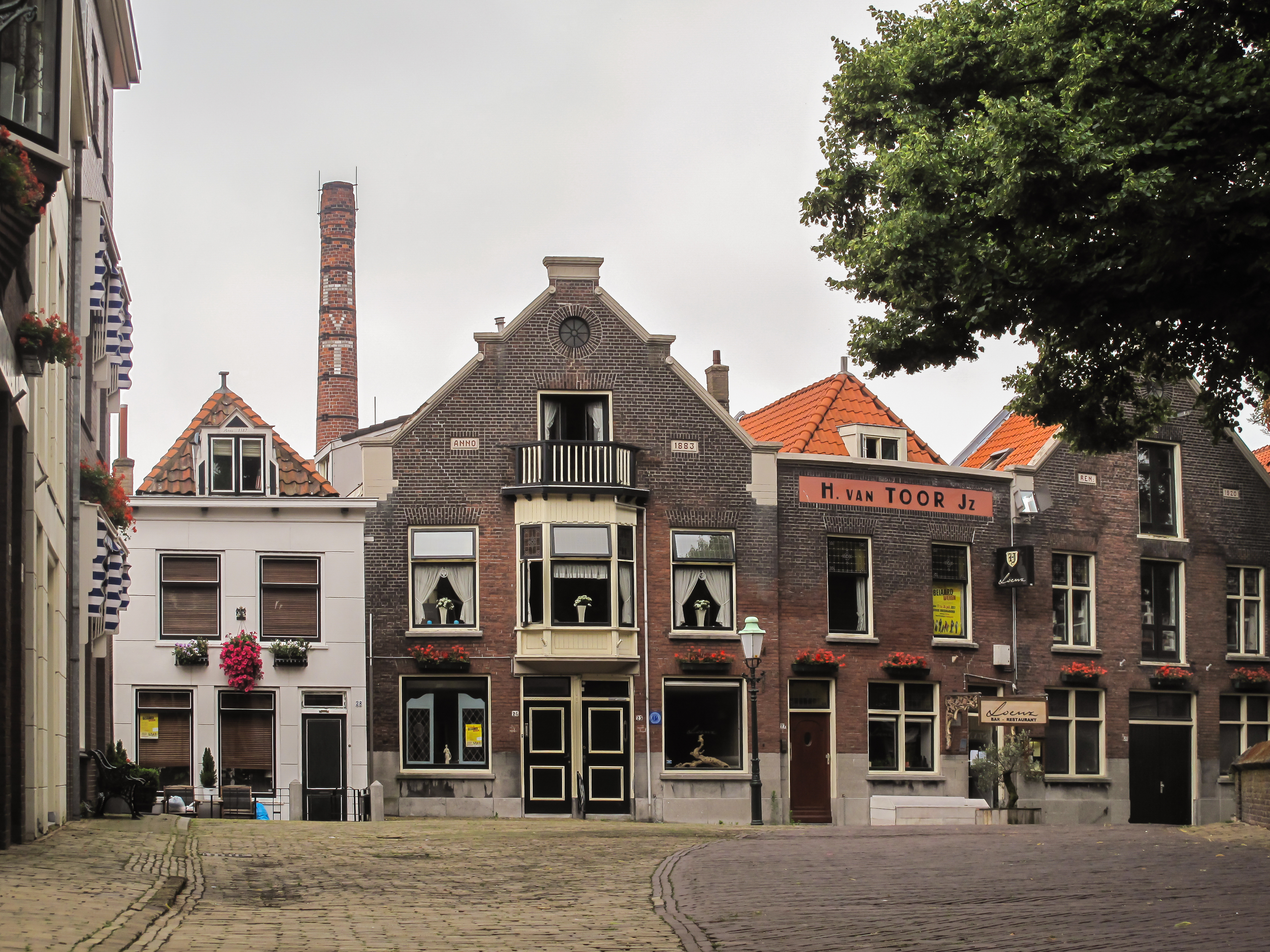
Vlaardingen, bedrijfspand H. van Toor, gelegen nabij de Grote Kerk

Schelvispekel is een sterke, gekruide alcoholische drank die kan worden gerangschikt onder de kruidenbitters. 
De drank bevat 35% alcohol. Het is dus geen zoutoplossing waarin schelvis wordt bewaard, zoals de naam doet vermoeden. De naam schijnt te zijn ontstaan als schuilnaam voor de drank, die de vissers gebruikten om aan hun vrouwen te verzwijgen dat het om sterkedrank ging.

## Geschiedenis
De drank werd oorspronkelijk vooral gedronken door vissers uit Vlaardingen om zich tegen de kou te beschermen als zij gingen vissen bij de Doggersbank.

### Bereidingsproces
Oorspronkelijk (voor 1900) maakten de vissers de drank zelf uit brandewijn en specerijen, zoals kaneel en nootmuskaat. De drank stond dan minimaal 6 weken te trekken in stenen trekpotten in de kombuis. In de trekpotten geven de specerijen hun geur en smaak af aan de brandewijn. Na toevoeging van suiker aan het extract is de schelvispekel klaar. 
Schelvispekel wordt tegenwoordig alleen nog gestookt door distilleerderij H van Toor & Jzn in Vlaardingen.